# Viktor Hahn
Viktor Hahn CSsR (* 6. Juni 1931 in Wien; † 9. Oktober 2019 in Köln) war ein deutscher Ordenspriester und römisch-katholischer Theologe.

## Leben
Viktor Hahns Eltern stammten aus dem Sudetenland, er selbst wuchs in Eger (Cheb) auf. Er trat 1953 in den Orden der Redemptoristen ein und wurde 1959 zum Priester geweiht. 1965 erwarb er in Münster als erster Promovend bei Joseph Ratzinger den theologischen Doktorgrad. Er war von 1969 bis 1998 Professor für Fundamentaltheologie und Dogmatik in Hennef (Hochschule der Redemptoristen) und Sankt Augustin (Hochschule der Steyler Missionare). Danach war er in der Erwachsenenbildung und Exerzitienbegleitung tätig. Er lebte zuletzt im Seniorenkloster Maria Hilf in Köln-Ehrenfeld.

## Publikationen (Auswahl)
- Das wahre Gesetz. Eine Untersuchung der Auffassung des Ambrosius von Mailand vom Verhältnis der beiden Testamente (= Münsterische Beiträge zur Theologie, Band 33). Aschendorff, Münster 1969, ISBN 3-402-03568-5 (zugleich Dissertation, Münster 1969).
- als Herausgeber mit Klemens Jockwig: Was auf uns zukommt. Ansprachen zu den letzten Dingen (= Offene Gemeinde, Band 14). Lahn-Verlag, Limburg 1971, ISBN 3-7840-1015-6.
- als Herausgeber mit Klemens Jockwig: Wo begegnet uns Gott? 10 Predigten (= Offene Gemeinde, Band 18). Lahn-Verlag, Limburg 1972, ISBN 3-7840-1019-9.
- als Herausgeber mit Klemens Jockwig: Kann ich diese Kirche lieben? (= Offene Gemeinde, Band 20). Lahn-Verlag, Limburg 1973, ISBN 3-7840-1021-0.
- als Herausgeber mit Klemens Jockwig: Das Leben bestehen. Christliche Grundhaltungen (= Offene Gemeinde, Band 25). Lahn-Verlag, Limburg 1975, ISBN 3-7840-1026-1.